# George Wootten
George Wootten est un militaire australien né le 1er mai 1893 à Marrickville et mort le 31 mars 1970 à Concord, New South Wales (en).